# Tinzenita
La tinzenita és un mineral de la classe dels sorosilicats, i dins d'aquesta pertany a l'anomenat grup de l'axinita. Va ser descoberta l'any 1923 a Tinizong-Rona -antiga Tinzen-, en el cantó dels Grisons (Suïssa), sent nomenada així per aquesta localitat.

## Característiques químiques
És un alumin-bor-silicat hidroxilat de calci. Té estructura molecular de sorosilicat amb coordinació tetraèdrica o superior, amb anions addicionals d'alumini i bor.
El grup de l'axinita al qual pertany són els borosilicats del sistema cristal·lí triclínic. Forma una sèrie de solució sòlida amb la axinita-(Ca₄(Mn2+)₂Al₄[B₂Si₈O30](OH)₂, en la qual la substitució gradual de calci per manganès va donant els diferents minerals de la sèrie.
A més dels elements de la seva fórmula, sol portar com a impureses: titani, magnesi, bari, sodi, potassi i aigua.

## Formació i jaciments
Es forma en vetes de quars en jaciments de minerals del manganès en fàcies d'esquists verds. També en ofiolites amb manganès metamorfitzades.
Sol trobar-se associat a altres minerals com: braunita o quars.